# Джордж Волков
Джордж Майкл Волков (англ. George Michael Volkoff, рос. Георгий Михайлович Волков, 23 лютого 1914 — 24 квітня 2000) — російсько-канадський фізик, який спільно з Робертом Оппенгеймером передбачив існування нейтронних зір.

## Біографія

### Раннє життя
Народився в Москві. Його батько був російським інженером, який емігрував у Канаду, до Ванкувера, у 1924 році. Не маючи можливості знайти роботу, у 1927 році його батько перевіз родину до Харбіна в Маньчжурію, де він став викладати в технічній школі. Мати Джорджа померла незабаром після переїзду до Харбіна. У 1936 році його батько повернувся до Росії, але під час Великого терору був засланий до арктичних таборів, де й помер.

### Освіта
Волков повернувся до Ванкувера та вступив до Університету Британської Колумбії, де здобув ступінь бакалавра мистецтв з фізики в 1934 році та ступінь магістра мистецтв у 1936 році. Потім він навчався у Роберта Оппенгеймера в Каліфорнійському університеті в Берклі, де опублікував свою статтю «Про масивні нейтронні ядра» та здобув ступінь доктора філософії у 1940 році.

### Академічна кар'єра
У 1940 році він приєднався до кафедри фізики Університету Британської Колумбії професором-асистентом. Під час Другої світової війни працював над Мангеттенським проєктом у Монреальській лабораторії. З 1961 по 1970 рік — завідувач кафедри. З 1970 по 1979 рік — декан факультету наук. Він був членом сенату Університету Британської Колумбії протягом трьох термінів: з 1950 по 1954 рік, з 1961 по 1963 рік і з 1969 по 1979 рік.
З 1962 по 1963 рік він був президентом Канадської асоціації фізиків.
Помер у Ванкувері в 2000 році.

## Відзнаки
- 1946 — Орден Британської імперії.
- 1994 — Орден Канади за «внесок у загальний розвиток фізики в Канаді і, зокрема, в Університеті Британської Колумбії»[4].